# 伝説探偵団
伝説探偵団（でんせつたんていだん）は、ラジオ関西のアニたまどっとコム内で放送されていた世の中の不思議（都市伝説や心霊現象など等）なことをリスナーから募集し検証していく番組。

## 概要
- パーソナリティ：浪川大輔、佐藤利奈
- 放送局：ラジオ関西
- 放送期間： 2007年10月5日～2008年3月28日
- 放送日時：毎週金曜日：25時00分～25時30分
- オープニングテーマ：Another Paradise（データクラフト「音・辞典 VOL.7［BGM&ME／フュージョン］」に収録）

### 特別編（全2回）
番組終了後の2008年8月8日・15日の金曜深夜0:30枠に、期間限定のスペシャル番組が放送された。

## コーナー
調査員の怖い体験談・不思議な体験談!
リスナーやその周りの人が体験した恐怖体験や不思議な体験を募集し、レポートしていく。
調査員が知っている都市伝説!「都市伝説検証ファイル」
リスナーが知っている都市伝説を募集し、採用された都市伝説のラジオドラマが展開される。
調査員が観た、ホラー作品!
リスナーが観たホラー作品（漫画、映画、ドラマ、アニメ等）を募集し、パーソナリティの二人がその作品についてトークしていく。
シネマ・ゴーストストーリー
近日公開のホラー、サスペンス、SF映画を紹介する。

## ゲスト
- 第16回（2008年1月18日）：岸尾だいすけ
- 第21回（2008年2月22日）：氷青
- 第25回（2008年3月21日）：伊藤健太郎

## ドラマCD
番組で放送したものと、新録ドラマで構成。シリーズ構成・脚本は相馬和彦。
- 『伝説探偵団』戦慄音声劇場
  - 第1巻（2007年12月21日発売　JDCA29217）
  - 第2巻（2008年1月25日発売　JDCA29218）
  - 第3巻（2008年2月22日発売　JDCA29219）
  - 第4巻（2008年3月22日発売　JDCA29220）
  - 第5巻（2008年4月25日発売　JDCA29221）
  - 第6巻（未発売　JDCA29222）

## 書籍
- 「伝説探偵団　―増殖する恐怖の都市伝説」（ラジオ関西・相馬和彦著　バジリコ　2008年8月2日発売　ISBN 978-4-86238-106-4）